# Schefflera umbellifera
Schefflera umbellifera là một loài thực vật có hoa trong Họ Cuồng cuồng. Loài này được (Sond.) Baill. miêu tả khoa học đầu tiên năm 1879.